# 虾夷盘扇贝
虾夷盘扇贝（学名：Mizuhopecten yessoensis），俗名帆立貝，是海扇蛤目海扇蛤科Mizuhopecten屬的扇貝、一個海洋双壳纲软体动物的物种。其種小名yessoensis來自本物種的發現地、日本北部的蝦夷地。舊屬盤扇貝屬（英語：Patinopecten）。牠的組織能夠生物累積藻扇貝毒素 。

## 分佈及棲息地
本物種分佈於東亞地區的海岸，包括中国大陆、朝鮮半島、日本海周邊，棲息於潮下帶水深6-80公尺、砂粒質的內灣。見於台灣澎湖地區、南韓的黃海北部、库页岛堪察加半島及阿留申群島。現時在中國、南韓、日本及俄羅斯四個國家投資於扇貝養殖業的數額， 在 2007年為各國帶來合共超過3.73億美元的收入，超過140萬公噸的海產收獲。